# Georg Gaffky
Georg Theodor August Gaffky, född 17 februari 1850 i Hannover, död där 23 september 1918, var en tysk bakteriolog och forskningsresande.
Gaffky blev 1873 medicine doktor i Berlin på avhandlingen Ueber den ursachlichen Zusammenhang zwischen chronische Bleiintoxication und Nierenaffektionen, tog statsexamen 1875, blev som militärläkare kommenderad till Gesundheitsamt (sjukvårdsmyndigheten) 1880, deltog 1883-84 i den under Robert Kochs ledning utsända koleraexpeditionen till Egypten och Ostindien, blev 1885 ledare av Gesundheitsamt och 1888 professor i hygien i Giessen, dock arbetade han i Hamburg 1892 under koleraepidemin. År 1897 var han ledare av den för undersökning av pesten till Indien sända kommissionen. Åren 1904-13 var han som efterträdare till Koch föreståndare för Robert Koch-Institut (vid sin avgång efterträddes han av Friedrich Loeffler) och honorärprofessor i hygien i Berlin. 
Gaffky publicerade i "Arbeiten aus dem kaiserlichen Gesundheitsamte" bland annat Zur Aetiologie des Abdominaltyphus, i vilken han visade, hur Eberths bacill kunde isoleras och renodlas. Mycket anmärkningsvärda är även berättelserna från kolera- och pestexpeditionerna, utgivna 1887 och 1899 och Zur Frage der sogenannten Wurst- und Fleischvergiftungen; Erkrankungen an infektioser Enteritis in Folge des Genusses ungekochter Milch och Die Cholera in Hamburg.